# Ceferino Araujo Sánchez
Ceferino Araujo Sánchez (ur. w 1824 w Santanderze, zm. w październiku 1897 w Madrycie) – hiszpański malarz, historyk sztuki, kolekcjoner i restaurator obrazów.
Jego nauczycielem był Carlos de Haes. Zajmował się głównie pejzażem, ale malował także portrety. Brał udział w hiszpańskiej Krajowej Wystawie Sztuk Pięknych w 1858, 1860, 1862 i 1866. Jest autorem monografii na temat Francisca Goi i Vicentego Palmaroli.

## Publikacje
- Los museos de España, Madryt, 1875;
- El Museo del Prado,
- Goya y su época, Madryt, 1896;
- Palmaroli y su tiempo, Madryt, 1897.